# (33029) 1997 QV
1997 كيو في (ويعرف أيضًا باسم (33029) 1997 كيو في وفق تسمية الكوكب الصغير) (بالإنجليزية: 1997 QV)‏ هو كويكب ضمن حزام الكويكبات؛ وترتيبه 33029 من حيث الاكتشاف.
اكتُشف هذا الجُرم الفلكي بواسطة Kenneth A. Williams ‏ في 25 أغسطس 1997.

## وصلات خارجية
- (33029) 1997 QV في قاعدة بيانات مختبر الدفع النفاث لأجرام النظام الشمسي الصغيرة

- الاكتشاف · مخطط المدار ·  العناصر المدارية · المعلمات المادية

- (33029) 1997 QV على موقع ويكي سكاي: DSS2, SDSS, GALEX, IRAS, Hydrogen α, X-Ray, Astrophoto, Sky Map, Articles and images